# Shalimar el payaso
Shalimar el payaso es una novela escrita por Salman Rushdie en el año de 2005. Trata sobre el asesinato de un ex-héroe de la Resistencia francesa, Maximilian Ophuls, a cargo del terrorista Shalimar el payaso, motivado por tener Ophuls una hija con la amante de Shalimar, durante el periodo en el que el primero trabajó como diplomático americano en Cachemira. El trasfondo de la novela son los conflictos entre Pakistan y la India por motivos de diferencias en la interpretación del islam.
El poeta y traductor Jesús Aguado comentó:

«Quizá por esto sea, a mi entender, la obra maestra de su autor: crítica social, alta política, pasiones amorosas, personajes intensísimos, una ensambladura perfecta de sus múltiples tiempos y lugares, un lenguaje que echa chispas... Sobre el fondo de una Cachemira que representó el paraíso y que ahora simboliza el inexorable proceso de destrucción al que nos tiene abocados la feroz incomprensión entre civilizaciones...»

La novela está dividida en cinco capítulos:
- I. India
- II. Boonyi
- III. Max
- IV. Shalimar el payaso
- V Kashmira